# Nepenthes bellii
Nepenthes bellii este o specie de plante carnivore din genul Nepenthes, familia Nepenthaceae, ordinul Caryophyllales, descrisă de K. Kondo. Conform Catalogue of Life specia Nepenthes bellii nu are subspecii cunoscute.

## Galerie de imagini

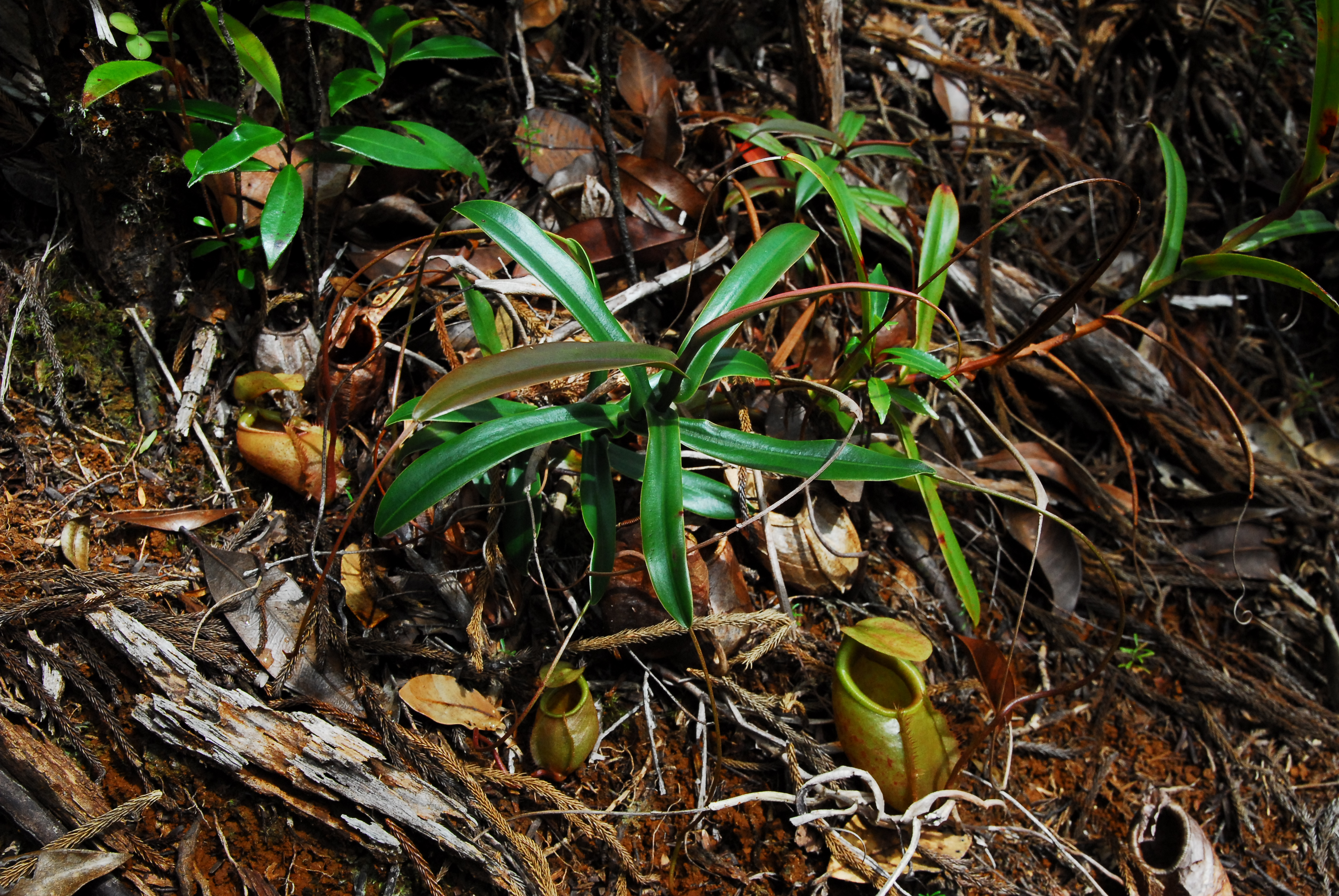